# Copa Master da CONMEBOL
A Copa Master da CONMEBOL, também chamada de Copa CONMEBOL Master, foi um torneio oficial da Confederação Sul-Americana de Futebol disputado em 1996 pelos campeões da Copa CONMEBOL dos anos anteriores – de 1992 a 1995.
Disputada uma única vez, a competição contou com quatro equipes: Atlético Mineiro, Botafogo, São Paulo e Rosário Central. Todos os jogos foram disputados em Cuiabá, Mato Grosso, em fevereiro de 1996. O campeão ganhou vaga na Copa de Ouro Nicolás Leoz do mesmo ano.
O torneio não deve ser confundido com a Copa Master da Supercopa, que foi disputada em 1992 e 1995 entre os vencedores da Supercopa Sul-Americana.

## Tabela

### Semifinais
| 8 de fevereiro de 1996 | São Paulo                                                                | 7 – 3 | Botafogo                            | Estádio José Fragelli, Cuiabá (MT)  |
| 21:40 (UTC-3)          | Valdir 7' 40' · Sandoval 18' · Almir 31' 60' · Aílton 67' · Edmílson 69' |       | Túlio Maravilha 33' 47' (P) 52' (P) | Árbitro: Sidrack Marinho dos Santos |

- São Paulo: Zetti (C) (Rogério Ceni); Edinho (Marquinhos Capixaba), Pedro Luís, Sorlei e Guilherme; Edmílson, Donizete Oliveira, Sandoval e Aílton; Almir e Valdir (Gilmar)
Treinador: Muricy Ramalho
- Botafogo: Wágner; Grotto (Márcio Theodoro), Wilson Gottardo (C), Gonçalves e Jefferson (Marcelo Alves); Moisés, Jamir, Silas e Dauri; Túlio e Bentinho (Mauricinho)
Treinador: Marinho Peres

| 9 de fevereiro de 1996 | Atlético Mineiro | 0 – 0 | Rosário Central | Estádio José Fragelli, Cuiabá (MT) |
| 21:40 (UTC-3)          |                  |       |                 | Árbitro: Félix Benegas             |

|                                                                                              |      | Penalidades                                                                                  |  |
| Renaldo: Cairo: Clayton: Ronaldo Guiaro: Taffarel: Doriva: Gutemberg: Ademir: Careca: Edgar: | 10–9 | Palma: Biazotti: Carbonari: Gordillo: Da Silva: Daniele: Cardetti: Falaschi: Ordóñez: Graff: |  |

- Atlético Mineiro: Taffarel (C); Paulo Roberto, Ademir, Ronaldo Guiaro e Edgar; Doriva, Gutemberg, Hernani (Careca) e Cairo; Renaldo e Leandro Tavares (Clayton)
Treinador: Procópio Cardoso
- Rosário Central: Bonano; Ordóñez, Carbonari, Falaschi e Graff; Coudet (Daniele), Fernández (Biazotti), Palma e Gordillo; Cardetti e Da Silva
Treinador: Ángel Tulio Zof

### Final
| 12 de fevereiro de 1996 | São Paulo                 | 3 – 0 | Atlético Mineiro | Estádio José Fragelli, Cuiabá (MT)  |
| 21:40 (UTC-3)           | Almir 9' 51' · Valdir 68' |       |                  | Árbitro: Sidrack Marinho dos Santos |

|  | São Paulo | Atlético Mineiro |

|                |  |                     |  |    |
|                |  |                     |  |    |
| G              |  | Zetti (C)           |  |    |
| LD             |  | Edinho              |  |    |
| Z              |  | Pedro Luís          |  |    |
| Z              |  | Sorlei              |  | a' |
| LE             |  | Guilherme           |  |    |
| V              |  | Edmílson            |  | b' |
| V              |  | Donizete Oliveira   |  |    |
| M              |  | Sandoval            |  |    |
| M              |  | Aílton              |  | c' |
| A              |  | Almir               |  |    |
| A              |  | Valdir              |  |    |
| Substituição:  |  |                     |  |    |
| LD             |  | Marquinhos Capixaba |  | a' |
| Z              |  | Gilmar              |  | b' |
| M              |  | Denílson            |  | c' |
| Treinador:     |  |                     |  |    |
| Muricy Ramalho |  |                     |  |    |

|                  |  |                 |                                   |    |
|                  |  |                 |                                   |    |
| G                |  | Taffarel (C)    |                                   |    |
| LD               |  | Dinho           |                                   |    |
| Z                |  | Ronaldo Guiaro  | Penalizado · Penalizado · Expulso |    |
| Z                |  | Ademir          |                                   |    |
| LE               |  | Edgar           |                                   |    |
| V                |  | Doriva          |                                   |    |
| V                |  | Gutemberg       |                                   | a' |
| M                |  | Hernani         |                                   |    |
| M                |  | Cairo           |                                   | b' |
| A                |  | Renaldo         |                                   |    |
| A                |  | Leandro Tavares |                                   | c' |
| Substituição:    |  |                 |                                   |    |
| A                |  | Silva           |                                   | a' |
| Z                |  | Paulão          |                                   | b' |
| M                |  | Clayton         |                                   | c' |
| Treinador:       |  |                 |                                   |    |
| Procópio Cardoso |  |                 |                                   |    |

| Copa Master da CONMEBOL |
| ----------------------- |
| São Paulo Campeão       |

## Artilharia
| Jogador         | Equipe    | Gols |
| --------------- | --------- | ---- |
| Almir           | São Paulo | 4    |
| Túlio Maravilha | Botafogo  | 3    |
| Valdir          | São Paulo | 3    |
| Aílton          | São Paulo | 1    |
| Edmílson        | São Paulo | 1    |
| Sandoval        | São Paulo | 1    |